# Rocchetta Nervina
Rocchetta Nervina – miejscowość i gmina we Włoszech, w regionie Liguria, w prowincji Imperia.
Według danych na rok 2004 gminę zamieszkiwało 259 osób, 17,3 os./km².